# Szaróweczka
Szaróweczka (ukr. Шаровечка, Szaroweczka) – wieś na Ukrainie w obwodzie chmielnickim, w rejonie chmielnickim, nad rzeką Płoską.
Obecnie Szaróweczka jest siedzibą wójtostwa, gromadzącego pięć okolicznych wsi. Wójtem jest Bolesław Bondar.
W Szaróweczce znajduje się rzymskokatolicki kościół Matki Bożej Różańcowej, którego proboszczem jest ks. Andrzej Kinowski oraz przystanek kolejowy Szaróweczka, położony na linii Chmielnicki – Kamieniec Podolski – Kelmieńce.

## Historia
Szaróweczka to jedna z wsi w okolicach dawnego Płoskirowa (obecnie Chmielnicki), założona przez kolonistów z Mazowsza, którzy zaczęli napływać na Podole po odzyskaniu przez Rzeczpospolitą tych ziem z rąk Ottomanów w 1699 r. Inne polskojęzyczne miejscowości to pobliskie Maćkowce oraz Oleksandrówka (założona w  1900 r. przez migrantów z innych wsi „mazurskich”, w tym z Szaróweczki).
W XIX i w początkach XX w. położona była w Rosji, w guberni podolskiej, w powiecie płoskirowskim, w gminie Malinicze.
Po I wojnie światowej pod administracją polską, w Zarządzie Cywilnym Ziem Wołynia i Frontu Podolskiego, w okręgu podolskim, w powiecie płoskirowskim.
W wyniku postanowień traktatu ryskiego znalazła się w granicach Związku Sowieckiego. Od 1991 w niepodległej Ukrainie.

## Galeria

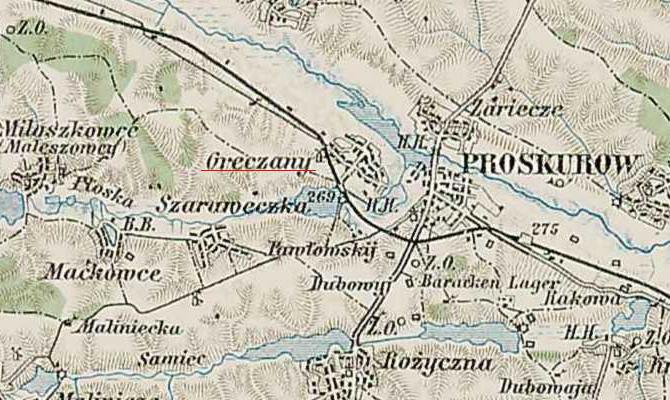
Szaróweczka na austro-węgierskiej mapie sztabowej z 1910 r.
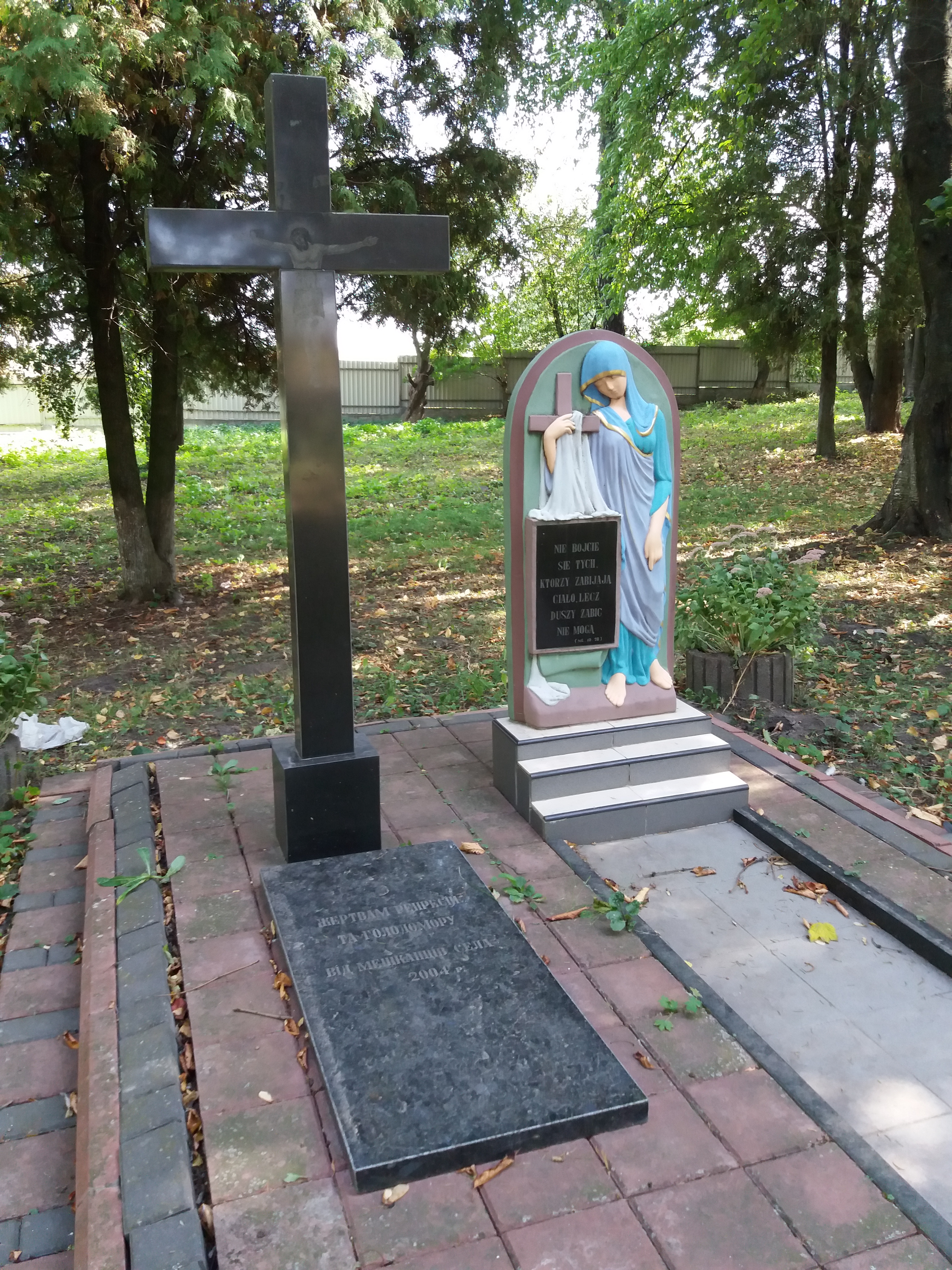
Pomnik ofiar Wielkiego Terroru i Wielkiego Głodu w Szaróweczce
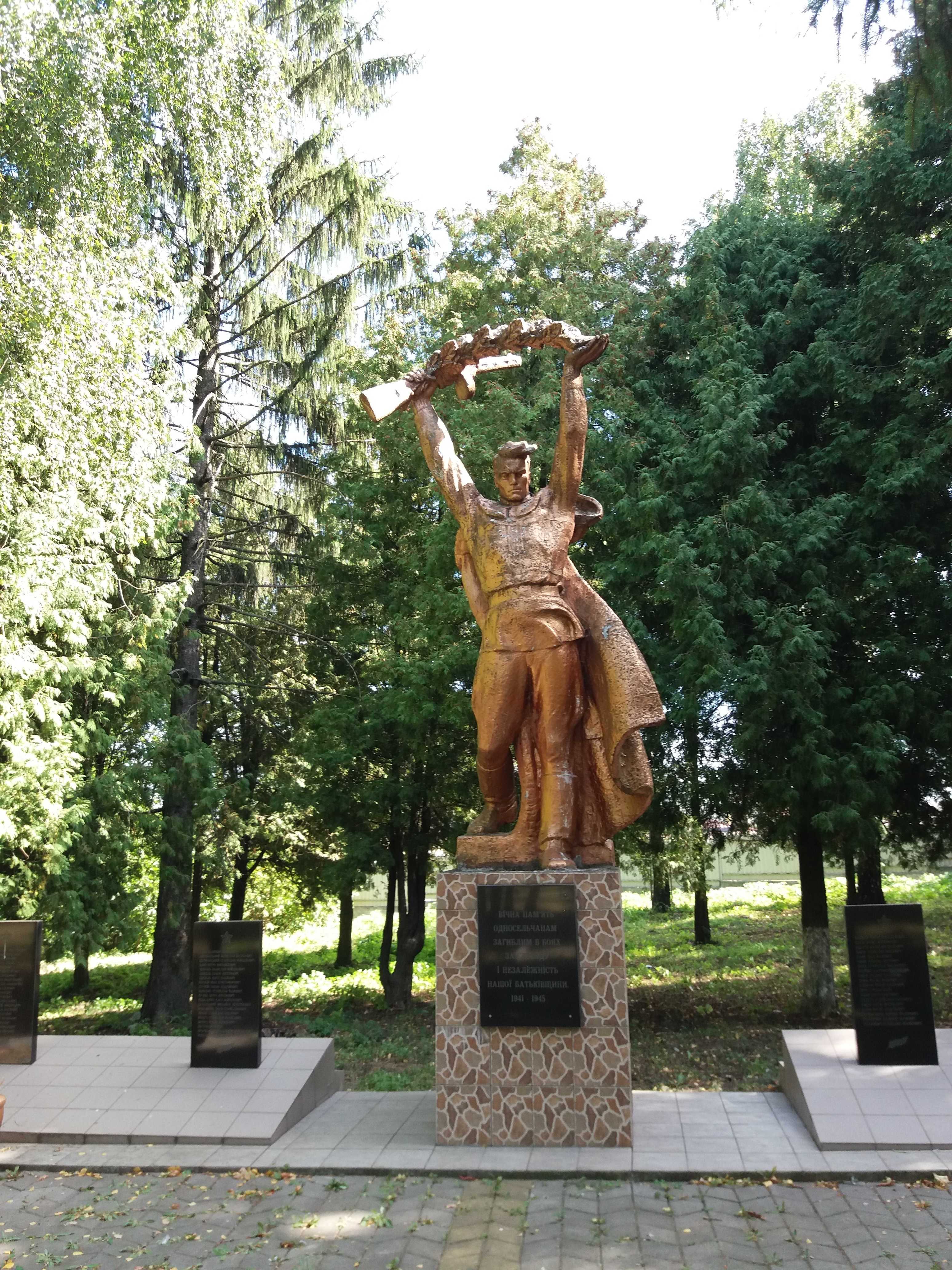
Pomnik poległych żołnierzy Armii Czerwonej z Szaróweczki